# Nelson megye (Virginia)
Nelson megye az Amerikai Egyesült Államokban, azon belül Virginia államban található. Megyeszékhelye Lovingston, legnagyobb városa Nellysford. Lakosainak száma 14 775 fő (2020. április 1.). Nelson megye Albemarle, Amherst, Appomattox, Augusta, Buckingham és Rockbridge megyékkel határos.

## Népesség
A megye népességének változása:
| Lakosok száma | 14 983 | 15 026 | 14 813 | 14 789 | 14 785 | 14 775 |
|               | 2010   | 2011   | 2012   | 2013   | 2015   | 2020   |